# 巴西新吸口鯰
巴西新吸口鯰，為輻鰭魚綱鯰形目甲鯰科的其中一種，為熱帶淡水魚，分布於南美洲巴西Jacu與São Lourenço河流域，體長可達10.3公分，棲息在底層水域，生活習性不明。

## 扩展阅读
維基物種上的相關：巴西新吸口鯰